# Isidor von Pelusium
Isidor von Pelusium (* um 360 in Alexandria in Ägypten; † zwischen 431 und 451 in Pelusium, Ägypten) war ein Mönch und später Abt im Kloster von Pelusium. Er war ein verehrter Asket und Theologe seiner Zeit.
Isidor wuchs in Alexandria in einer vornehmen christlichen Familie auf und bekam eine ausgezeichnete Ausbildung. Er war verwandt mit den Patriarchen Theophilos von Alexandria und dessen Neffen und Nachfolger Kyrill von Alexandria. Eine Zeit lang lehrte er in Pelusium Rhetorik, zog sich aber dann als Asket in die Wüste zurück. Nach einem Jahr kehrte er nach Pelusium zurück und wurde dort zum Priester geweiht. Einige Jahre später zog er sich in ein Kloster bei Pelusium zurück, wo er vermutlich Abt wurde. Er starb nach einigen Quellen 436, nach andern zwischen 431 und 451.
Bedeutend ist Isidor durch seinen umfangreichen Briefwechsel: Gemäß Nicephorus soll er bei seinem Tod etwa zehntausend Briefe hinterlassen haben, von denen etwa zweitausend erhalten sind. Isidor schrieb an Mönche, Priester, Bischöfe, Soldaten, Generäle, und Kämmerer, an die Patriarchen Theophilus und Kyrill und an Kaiser Theodosius II.
In seinen Briefen übt Isidor scharfe Kritik an Missständen der damaligen Kirche, insbesondere am Ehrgeiz, der Liebe zum Luxus und der Bauwut der höheren Geistlichkeit, bei denen er sich dadurch einige Feinde schaffte.
„Manche … machen den Priestern offen Vorwürfe; andere erzeigen ihnen gegen außen Respekt aber beschimpfen sie im innern. … Das überrascht mich nicht. Da sie nicht so handeln, wie jene von damals, werden sie auch anders behandelt. Die Priester von früher korrigierten die Könige, wenn sie sündigten; die heutigen korrigierten nicht einmal reiche Untertanen; und wenn sie versuchen einen armen Mann zu korrigieren, wird ihnen vorgeworfen, dass sie selbst der gleichen Vergehen überführt worden sind.“
Viele Briefe sind Antworten auf Fragen zu Bibelstellen. In seiner Theologie war Isidor präzise und gemäßigt und tritt deutlich gegen die Extreme von Sabellianismus und Arianismus auf.
Er war, entgegen seinem Patriarchen und Verwandten Theophilos ein überzeugter Verehrer von Johannes Chrysostomos, den er auf einer Reise nach Konstantinopel kennengelernt hatte, und trat später energisch bei Kyrill dafür ein, den Namen von Johannes in den Dyptichen zu erwähnen.
Isidor von Pelusium ist ein Heiliger der katholischen und orthodoxen Kirche. Sein Gedenktag ist der 4. Februar.